# آلفردو بینی
آلفردو بینی (ایتالیایی: Alfredo Bini؛ ‏ ۱۲ دسامبر ۱۹۲۶ – ۱۶ اکتبر ۲۰۱۰) یک تهیه‌کننده فیلم اهل ایتالیا بود. وی بین سال‌های ۱۹۵۸ تا ۱۹۷۹ میلادی فعالیت می‌کرد. از فیلم‌های او می‌توان به دکامرون سیاه، ایزدمار و ساحره عاشق اشاره کرد.